# باب‌اسفنجی شلوارمکعبی: نبرد برای بیکینی باتم – دوباره هیدراته شد
باب‌اسفنجی شلوارمکعبی: نبرد برای بیکینی باتم – دوباره هیدراته شد (به انگلیسی: SpongeBob SquarePants: Battle for Bikini Bottom – Rehydrated) یک بازی ویدئویی در سبک سکوبازی است که در جهان مجموعه انیمیشن‌های باب‌اسفنجی شلوارمکعبی روایت می‌شود. این بازی بازخلق‌شده نسخه کنسول باب‌اسفنجی شلوارمکعبی: نبرد برای بیکینی باتم است که توسط پرپل لامپ استودیوز تهیه و توسط تی‌اچ‌کیو نوردیک برای نینتندو سوئیچ، پلی‌استیشن ۴، ایکس‌باکس وان، مایکروسافت ویندوز، گوگل استادیا، اندروید و آی‌اواس منتشر شد. این عنوان در ۲۳ ژوئن ۲۰۲۰ منتشر شد و نظرات مختلفی را دریافت کرد.

## گیم‌پلی
گیم‌پلی اصلی شامل جمع‌آوری موارد و شکست دادن روبات‌هایی است که به مناطق مختلفی در بیکینی باتم حمله کرده‌اند، ضمن عبور از سکوها و جلوگیری از خطرات زیست‌محیطی مانند سنبله و شعله‌های آتش. بعضی از مناطق برای ضرب و شتم به شخصیت‌های مختلفی احتیاج دارند، زیرا هر شخصیت توانایی‌های منحصر به فرد خود را دارد. بازیکن می‌تواند باب‌اسفنجی، پاتریک و سندی را کنترل کند. تغییر کاراکترها به بازیکن نیاز دارد تا یک ایستگاه اتوبوس را پیدا کند، پس از استفاده از آن شخصیت فعلی به دیگری تغییر خواهد کرد و با استفاده مجدد از آن دوباره به شخصیت قبلی برگردانده می‌شود و به بازیکن امکان انتخاب در هر سطح از دو کاراکتر را می‌دهد. شخصیت پیش فرض در طول بازی باب‌اسفنجی است. سندی و پاتریک هیچ سطحی به عنوان شخصیت‌های قابل پخش ندارند.
در طول بازی، بازیکن اشیاء براق، جوراب‌ها و کفگیر طلایی را جمع‌آوری می‌کند. اشیاء براق توسط دشمنان ریخته می‌شوند و در سراسر سطح پراکنده می‌شوند و می‌توانند برای پرداخت صدف برای پیشرفت از طریق سطح و بازکردن چالش‌های اضافی مورد استفاده قرار گیرند. همچنین می‌توان با آقای خرچنگ برای کفگیر طلایی داد و ستد کرد. جوراب‌ها برای رسیدن به مکان‌های سخت‌تر در سطوح قرار می‌گیرند، و ۱۰ عدد از آن‌ها را می‌توان برای پاتریک برای یک کفگیر طلایی داد و ستد کرد. کفگیر طلایی برای بازکردن مناطق جدید در بازی استفاده می‌شود و ۷۵ عدد از آنها برای جنگ با رئیس نهایی لازم است.
علاوه بر این، این حالت چندنفره نیز دارد که در آن دو بازیکن با امواج دشمنان روباتیک روبرو می‌شوند. این حالت شامل محتوای بریده شده از بازی اصلی، از جمله مبارزه با یک اختاپوس روباتیک، نسخه‌ای از خواب پاتریک و یک مرحله قطع از جنگ ربو-باب‌اسفنجی است.

## توسعه و انتشار
نخستین بار وجود بازی در ۵ ژوئن ۲۰۱۹ و در روزهای منتهی به ای۳ ۲۰۱۹ فاش شد. این بازی تا گیمزکام که از ۲۰ اوت آن سال آغاز شده‌بود قابل بازی کردن نبود تا اینکه در غرفه تی‌اچ‌کیو نوردیک قابل بازی کردن شد. در تاریخ ۱۶ آوریل ۲۰۲۰ اعلام شد که این عنوان در ۲۳ ژوئن ۲۰۲۰ منتشر خواهد شد.
بازی در دو نسخه محدود در تمام سیستم‌عامل‌ها موجود است. نسخه شاینی شامل برچسب‌های دیواری، شش لیتوگرافی، جوراب مخصوص تنیس مخصوص باب‌اسفنجی شلوارمکعبی و یک شکل باب‌اسفنجی با زبان انعطاف‌پذیر و یک کفگیر طلایی در دست خود است. علاوه بر آن نسخه ف.ا.ن. همچنین با دو مجسمه با اندازه مشابه از سندی چیکس و پاتریک ستاره و همچنین مجموعه‌ای از پنج کلید اصلی تیکی همراه‌است.
این بازی همچنین شامل ضبط‌های بایگانی شده اصلی و جدیدی که قبلاً دیده نشده از صداپیشگان انگلیسی و همچنین ضبط‌های جدید با نام‌های فرانسوی، آلمانی، ایتالیایی، اسپانیایی، لهستانی و ژاپنی است. همچنین از متن و زیرنویس‌ها در پرتغالی برزیل، روسی، مالایی، تایلندی، کره‌ای و چینی ساده شده در کنار ۷ زبان ذکر شده پشتیبانی می‌کند.
این بازی از موتور آنریل ۴ پشتیبانی می‌کند و از رزولوشن ۴کی در مدل‌های پیشرفته پلی‌استیشن ۴ پرو و ایکس‌باکس وان ایکس پشتیبانی می‌کند.

## بازخورد
| گردآورنده | امتیاز                                       |
| --------- | -------------------------------------------- |
| متاکریتیک | 67/100 (PS4 & Switch) 71/100 (Xbox One & PC) |

| ناشر                | امتیاز |
| ------------------- | ------ |
| دستراکتید           | 6/10   |
| ایزی الایز          | 7.5/10 |
| گیم رولیشن          | [ ۱۹ ] |
| گیم‌اسپات            | 2/10   |
| آی‌جی‌ان              | 5/10   |
| نینتندو لایف        | 7/10   |
| نینتندو ورلد ریپورت | 7.5/10 |
| پی‌سی گیمز           | 7/10   |
| شک‌نیوز              | 8/10   |
| The Games Machine   | 7.8/10 |

باب‌اسفنجی شلوارمکعبی: نبرد برای بیکینی باتم – دوباره هیدراته شد طبق سایت "متاکریتیک" "بررسی‌های مختلط یا متوسط" را دریافت کرد.

## یادداشت
1. ↑  بازی اصلی توسعه یافته توسط هوی آیرون استودیوز.
2. ↑  طراحی صوتی برای موسیقی متن فیلم مجدد. بازی اصلی که توسط جیمی لوین، رابرت کر و الکس ویلکینسون ساخته شده‌است.